# Charles Dolan
Charles Francis Dolan, född 16 oktober 1926 i Cleveland, Ohio, död 28 december 2024, var en amerikansk företagsledare. Han var grundare till både Home Box Office, Inc. och Cablevision Systems, för den senare var han även VD (1985–1995) och styrelseordförande (1985–2016). År 2016 sålde han och familjen Cablevision till franska Altice för 17,7 miljarder amerikanska dollar.
Han tjänstgjorde i USA:s arméflygvapen under stillahavskriget i andra världskriget och studerade på John Carroll University, dock fullgjorde han inte utbildningen utan hoppade av. I början av 2000-talet var Dolan intresserad av att förvärva basebollorganisationen Boston Red Sox i Major League Baseball (MLB), men fick se sig besegrad när Fenway Sports Group, där bland andra John W. Henry, Tom Werner och George J. Mitchell ingick, köpte den för 700 miljoner dollar. Han gick då ihop med sin bror Larry Dolan och dennes söner Matt Dolan och Paul Dolan och köpte Cleveland Indians i samma liga för 320 miljoner dollar. Dolan var minoritetsägare mellan 2000 och 2014.
Den amerikanska ekonomitidskriften Forbes rankade Dolan som världens 609:e rikaste med en förmögenhet på 5,4 miljarder dollar för den 29 december 2024.
Han var far till James L. Dolan som kontrollerar bland annat inomhusarenan Madison Square Garden och sportorganisationerna New York Knicks (NBA) och New York Rangers (NHL) via förvaltningsbolagen Madison Square Garden Entertainment och Madison Square Garden Sports.